# Агра
Агра (хин. आगरा, Āgrā) је средњовековни град у Индији на обали реке Јамуне. Познат је по величанственим грађевинама могулске ере, од којих су најпознатији Таџ Махал, тврђава у Агри и Фатехпур Сикри. Све три грађевине се налазе на УНЕСКОвој листи светске баштине.

## Географија
Агра се налази на обали реке Јамуне на просечној надморској висини од 171 m. Налази се у индијској држави Утар Прадеш.

## Историја
Агра је средњовековни град, који је основао 1506. султан Делхијског султаната Сикандар Лоди. После њега султанатом је владао Ибрахим Лоди. Ибрахим Лоди је владао до 1526. када га је Бабур победио у првој бици код Панипата. Бабур је основао Могулско царство и започело је златно доба Агре. Агра је била главни град Могулског царства у време цара Ахбара Великога, Џанагира и Шаха Џахана. Шах Џахан је 1649. преместио главни град из Агре у Шахџаханабад (на месту данашњег Делхија).
Пошто је Агра била најзначајнији град у време Могула, у Агри се много градило. Бабур је први основао персијски врт зван Арам Баг на обали Јамуне.
Ахбар Велики је саградио Велику црвену тврђаву. Осим тога у његово доба Агра је постала комерцијални, религиозни и уметнички центар царства. Ахбар Велики је саградио нови град Фатехпур Сикри у предграђу Агре. У случају кризе двор, харем и ризница би се премештали у Црвену тврђаву у Агри која је била удаљена око 45 km од Фатехпур Сикрија.
Његов син Џанагир је показивао љубав према баштама и флори и фауни, тако да је створио много башти унутар Црвене тврђаве. Шах Џахан је познат по градњи Таџ Махала, бисера индијске и светске архитектуре. Цар Шах Џахан је наредио изградњу Таџ Махала за своју омиљену жену, Арџуманд Бано Бегум, која је познатија као Мумтаз Махал. Она је након рођења осмог детета умрла 1629. године, а могул је наредио да се изнад њеног гроба сазида гробница какву свет није видео. Шах Џахан је 1649. преместио главни град из Агре у Шахџаханабад (на месту данашњег Делхија). У доба Аурангзеба Агра је поново престолница. Аурангзеб је затворио свога оца Шаха Џахана у луксузну Црвену тврђаву у Агри. Агра је остала главни град до 1653. После опадања моћи Могула, Агра долази под власт Марата, а део Британске Индије постаје 1803. Тада је дошла под власт Британске источноиндијске компаније.

## Становништво
Према незваничним резултатима пописа, у граду је 2011. живело 1.574.542 становника.
| 1991.   | 2001.     | 2011.     |
| ------- | --------- | --------- |
| 891.790 | 1.275.134 | 1.574.542 |